# Rat der Arabischen Liga
Gemäß dem Pakt der Arabischen Liga (PLAS) ist der Rat der Arabischen Liga (arabisch مجلس جامعة الدول العربية, DMG maǧlis ǧāmiʿat ad-duwal al-ʿarabīya) das oberste Beschlussorgan und die höchste Autorität innerhalb des Systems der Arabischen Liga.

## Zusammensetzung
Der Ligarat setzt sich aus Delegierten aller Mitgliedsstaaten zusammen, die voll stimmberechtigt sind. Während die Anzahl der Delegierten pro Mitgliedsstaat nicht näher definiert ist, besitzt jeder Mitgliedsstaat – unabhängig von seiner Größe oder der Anzahl der Delegierten – jeweils nur eine Stimme. Die Sitzungen des Ligarats müssen mindestens auf Ebene der Außenminister stattfinden (Art. 5/1 (a) Geschäftsordnung Ligarat vom 24. Juli 1973). Zur Unterstützung des Rats wurden sechs Komitees gebildet, die in dessen Auftrag bestimmte Sachfragen bearbeiten sollen (z. B. Komitee für Wirtschaftsangelegenheiten).

### Funktion
Der Ligarat ist ein beschließendes Organ der Arabischen Liga und ist verantwortlich für die Verwirklichung der Ziele. Gemäß dem Ligapakt übernimmt er wichtige politische und administrative Funktionen:
- Er überwacht die Durchführung von Abkommen, die zwischen einzelnen Mitgliedsstaaten vereinbart wurden.
- Er entscheidet über die Zusammenarbeit mit anderen internationalen Organisationen.
- Er ernennt den Generalsekretär der Liga (mit 2/3-Mehrheit) und gibt seine Zustimmung zu den Nominierungen der stellvertretenden Generalsekretären und Beamte durch den Generalsekretär.
- Der Rat entscheidet über die Aufnahme und den Ausschluss von Mitgliedsstaaten.
- Er vermittelt in Streitigkeiten zwischen Mitgliedsstaaten untereinander und mit Drittstaaten, er ergreift Maßnahmen bei Aggressionen gegenüber Mitgliedern.
- Er verabschiedet den Budgetplan.
- Er entscheidet über die interne Geschäftsordnung von Rat, Komitees und Generalsekretariat.
- Der Pakt der Arabischen Liga kann mit Zweidrittelmehrheit durch den Rat erweitert werden.

## Abstimmungsverfahren
Jeder Mitgliedsstaat hat eine Stimme. Das Abstimmungsverfahren im Ligarat ist in der Satzung der Arabischen Liga und in der Geschäftsordnung des Ligarats vom 24. Juli 1973 geregelt. Der Rat ist bei Anwesenheit der Mehrheit seiner Mitglieder beschlussfähig. Es wird unterschieden in einstimmige Beschlüsse, Beschlüsse mit Zweidrittel- und mit einfacher Mehrheit. Nur einstimmige Beschlüsse sind für alle Mitglieder bindend, alle anderen gelten nur für die zustimmenden Staaten.

## Sitzungsperioden
Der Ligarat tritt zweimal jährlich (im März und September) zu einer ordentlichen Sitzungsperiode zusammen. Außerordentliche Sitzungen sind auf Antrag von mindestens zwei Mitgliedern möglich. Grundsätzlich tagt das Organ geheim, er kann aber auf Beschluss öffentlich zusammentreten. Auch die Beschlussfassung läuft geheim ab, was eindeutig der gängigen Praxis anderer internationaler Organisationen widerspricht. Die Sitzungen werden offiziell durch den Generalsekretär einberufen und finden für gewöhnlich am Hauptsitz der Liga in Kairo statt. Der Vorsitz des Rates wechselt bei jeder Sitzungsperiode in alphabetischer Reihenfolge der Mitglieder.